# McDonough (Georgia)
McDonough – miasto w Stanach Zjednoczonych, w stanie Georgia, siedziba administracyjna hrabstwa Henry.